# 楊應宿 (萬曆進士)
楊應宿（1547年—？），字宗辰，號中台，陝西西安府蒲城縣人，軍籍，明朝政治人物。同進士出身。

## 生平
年十八，舉嘉靖四十三年（1564年）甲子科陝西鄉試第五十一名。萬曆十一年（1583年）癸未科會試第一百二十八名，登進士第三甲第七十八名。吏部觀政，本年丁憂歸。十四年授戶部湖廣司主事，十七年管理太仓银库，十八年升员外郎，本年蘇松监兑，十九年升郎中。二十年調雲南司。
万历二十一年（1593年），侍郎赵用贤、都御史李世达等罢官，朝议多归咎首辅王锡爵。行人高攀龙和御史袁可立上疏指责其排斥异己，并斥责郑材、杨应宿谗言诬陷。杨应宿上疏反弹劾高攀龙。神宗下旨贬高攀龙为广东揭阳典史，贬楊應宿为湖广经历。楊應宿遂弃官归里。

## 家族
曾祖父楊貴；祖父楊受；父親楊倫，曾任壽官。母馬氏。慈侍下。兄應聘、應試、應元。